# Sei Divisioni di Cavalleria
Le Sei Divisioni di cavalleria (in turco Altı Bölük Halkı), note anche come Kapıkulu Süvarileri ("Cavalleria dei servitori"), era un corpo di soldati di cavalleria d'élite nell'esercito dell'Impero ottomano (spahi). Non erano realmente sei, ma consistevano in quattro divisioni nel corpo militare, perché due delle sei erano sotto-divisioni. Le divisioni erano:
- Sipahi (in turco ottomano سپاهيان,approssimativamente, "militari")
- Silahdar (dal persiano, tradotto approssimativamente come "portatori di armi")
- Ulufejis (in turco Ulufeciler; tradotto come "stipendiati"), organizzati in due suddivisioni:
  - Ulufejis di Sinistra (in turco ottomano علوفه جي يسار)
  - Ulufejis di Destra (in turco ottomano علوفه جي يمين)
- Gureba (in turco Garipler); stranieri al servizio degli ottomani), organizzati in due suddivisioni:[3]
  - Gureba di Sinistra
  - Gureba di Destra

La cavalleria d'élite era la controparte a cavallo dei giannizzeri e giocava un ruolo importante nell'esercito ottomano. Le Sei Divisioni furono probabilmente fondate durante il regno del sultano Maometto II (r. 1451–1481), ma i sipahi esistevano dal 1326.